# Vitória, Espírito Santo
Vitória (tiếng Bồ Đào Nha phát âm: [vitɔɾjɐ], Victory) là thủ phủ của tiểu bang Espírito Santo, Brazil. Thành phố nằm trên một hòn đảo nhỏ trong vịnh nơi một con sông gặp biển. Nó được thành lập năm 1551. Nội ô thành phố (diện tích 93 km2) có dân số 313.300 người (2005) trong khi các đô thị khu vực Đại Vitória có một dân số hơn 1.612.885 người (2005), thành phố lớn thứ 14 tại Brazil. Năm 1998, theo đánh giá của Liên Hợp Quốc thì Vitoria là thủ phủ bang tốt thứ tư tốt ở Brazil, theo tiêu chí đánh giá về sức khỏe, giáo dục, và các dự án cải tiến xã hội.
Sân bay Eurico de Aguiar Salles kết nối Vitoria với nhiều thành phố của Brazil.
Thành phố là quê hương của Đại học Liên bang Espírito Santo (UFES).
Bản mẫu:Thành phố lớn Brasil